# Зубин Мехта
Зубин Мехта (хинд. ज़ुबिन मेहता; Бомбај, 29. април 1936) је индијски диригент класичне музике.

## Биографија
Рођен је у Бомбају 1936. у имућној парској (етничка група) породици. Његов отац Мехли Мехта је био концертни виолиниста и диригент, као и оснивач Бомбајског симфонијског оркестра. Зубин је почео да учи клавир и виолину са седам година. Музици се учио уз оца који је радио у САД. Са 16. година први пут је дириговао Симфонијским оркестром Бомбаја. После кратког покушаја да студира медицину потпуно се посветио музици. У Беч је дошао са 18 година. Ту је на Музичкој академији студирао клавир, композицију и контрабас. Образовао се и за диригента под менторатом Ханса Сваровског. Победио је на међународном такмичењу диригената у Ливерпулу 1958.
Већ средином својих двадесетих година дириговао је бечком и берлинском филхармонијом, а са овим институцијама сарађивао је и касније. У Америци се срео са Чарлсом Мунком, диригентом Бостонског симфонијског оркестра, који ће јако утицати на Мехтину каријеру. По први пут је дириговао Њујоршком филхармонијом 1960. Од 1962. до 1966. дириговао је Симфонијским оркестром Монтреала. Био је и музички директор Лосанђелеске филхармоније од 1962. до 1978. У Израелској филхармонији био је главни диригент од 1977, а од 1981. изабран је за доживотног музичког директора. У Њујоршкој филхармонији се задржао 13 година на месту музичког директора, почев од 1978. Исту функцију је обављао у Баварској државној опери од 1998. до 2006.
Дириговао је у најпознатијим светским оперским кућама: Монтреал, Чикаго, Опера Метрополитен, Бечка државна опера, Баварска државна опера, Опера Ковент Гарден, Ла Скала, Немачка опера у Берлину, Салцбуршки фестивал.
Зубин Мехта је пет пута дириговао Бечким новогодишњим концертом, и то: 1990, 1995, 1998, 2007. и 2015.
У Београду је први пут наступао 1958. Од тада је више пута гостовао у Београду и некадашњој СФРЈ. Данас често сарађује са Београдском филхармонијом.